# Rakudai wa shitakeredo
Rakudai wa shitakeredo (落第はしたけれど, Rakudai wa shitakeredo, lit. "Embora eu tenha reprovado por nota") (bra: Eu Repeti de Ano, Mas...) é um filme mudo japonês em preto e branco de 1930, dirigido por Yasujirō Ozu. Esse filme representou o primeiro papel importante desempenhado pelo colaborador de longa data do diretor, Chishu Ryu.

## Premissa
O filme é um dos vários dirigidos por Ozu nessa época que tratam dos aspectos da vida estudantil. O enredo inverte um pouco do filme anterior de Ozu, Daigaku wa Deta keredo. O filme segue Takahashi, um estudante universitário, e seus 4 colegas de quarto e 4 outros amigos. Takahashi e seus 4 amigos pretendem colar em uma prova escrevendo respostas na camisa de Takahashi. Mas a proprietária do local que Takahashi mora manda sua camisa para a lavanderia e seus amigos não passam na prova. Os colegas de quarto de Takahashi passam no teste e se formam, mas não conseguem encontrar emprego e acabam desejando estar de volta à escola como Takahashi e seus amigos, que tiveram que voltar a estudar.

## Recepção
O crítico de cinema David Bordwell notou influências de diretores como Harold Lloyd e Ernst Lubitsch no filme. Um crítico da Kinema Junpo avaliou negativamente o longa por não ter a "força social" de alguns dos filmes anteriores que Ozu fez.

## Análise
Takahashi tem um pôster do filme americano de 1929, Charming Sinners, dirigido por Robert Milton, pendurado na parede de seu quarto.